# Trebnitz (Teuchern)
Trebnitz – dzielnica miasta Teuchern w Niemczech, w kraju związkowym Saksonia-Anhalt, w powiecie Burgenland.
Do 31 grudnia 2010 gmina, należąca do wspólnoty administracyjnej Vier Berge-Teucherner Land.